# بريان فيرفاكس
بريان فيرفاكس (بالإنجليزية: Bryan Fairfax)‏ هو موزع أسترالي، ولد في 8 فبراير 1925 في ملبورن في أستراليا، وتوفي في 11 يناير 2014.

## وصلات خارجية
- بريان فيرفاكس على موقع ميوزك برينز (الإنجليزية)